# Dominik Bösl

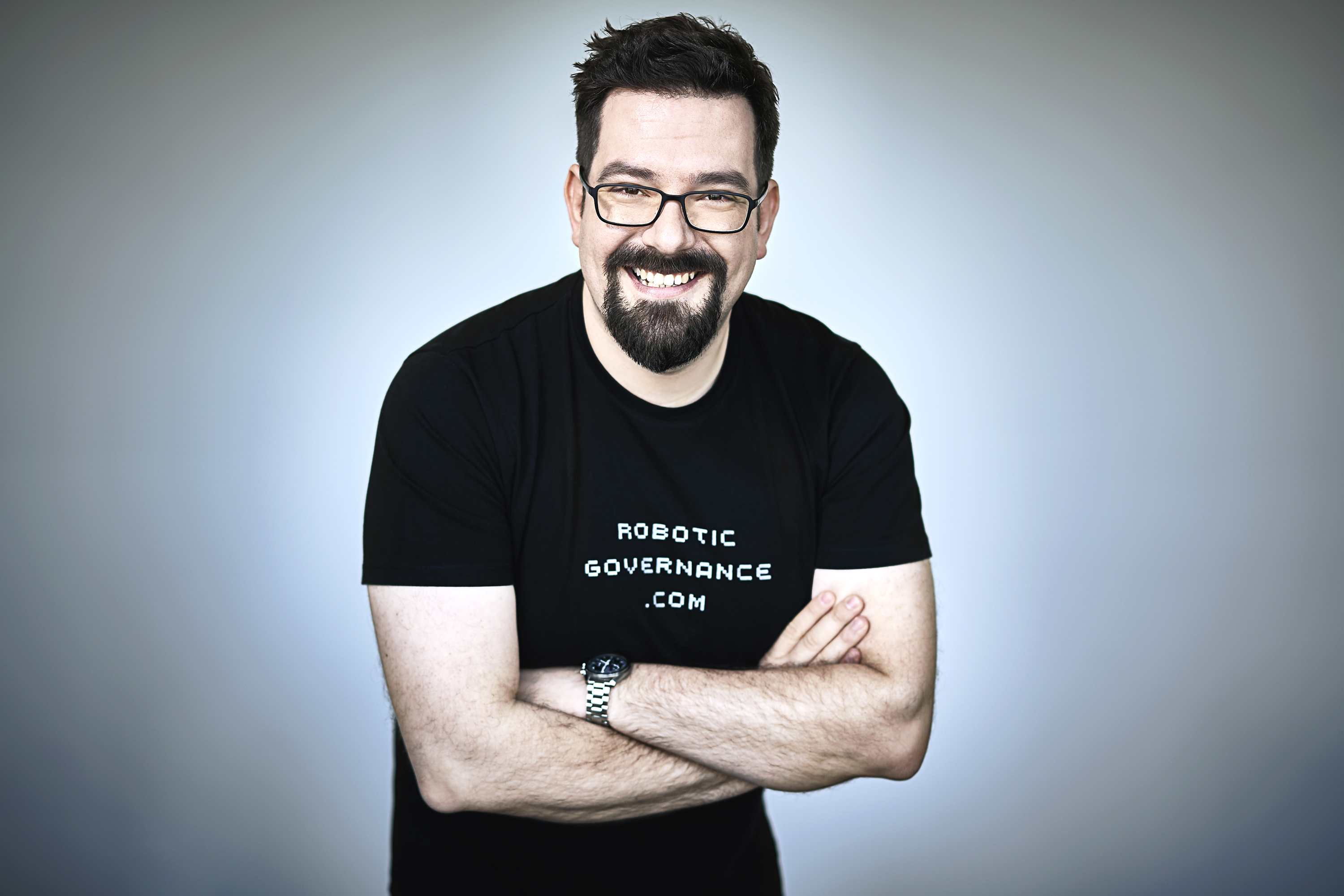
Dominik Bösl (2019)

Dominik Bernd Oliver Bösl (* 19. Dezember 1983 in Augsburg) ist ein deutscher Manager, Informatiker und Wissenschaftstheoretiker.

## Leben
Nach dem Abitur am Gymnasium bei St. Anna in Augsburg studierte Dominik Bösl Angewandte Informatik an der Universität Augsburg. Im Jahre 2012 graduierte er im MBA-Programm der Universität Augsburg und der University of Pittsburgh. Zum Wintersemester 2019 wurde er als Professor für Digital Sciences, Automation and Leadership an die Hochschule der Bayerischen Wirtschaft berufen.
Seine Karriere begann 1999 bei Siemens ICN. Danach wechselte er über Fujitsu Siemens Computers und Böwe Systec zu Microsoft, wo er ab 2005 verschiedene Entwickler- und Management-Rollen innehatte. 2011 unterzeichnete Bösl einen Vertrag bei Microsoft, trat die Position aber aufgrund eines Angebots der KUKA Gruppe nie an.
Seit 2011 arbeitete er zunächst für das Tochterunternehmen KUKA Laboratories, Mitte 2012 wechselte er zur Konzernmutter Kuka AG. Anfang 2017 wurde er als Vice President mit dem Aufbau des Geschäftsbereichs Consumer Robotics beauftragt. Im Januar 2019 wechselte Bösl zu Festo, wo er bis Anfang 2021 als Vice President und Head of Robotics tätig war. Seit Januar 2022 ist er Geschäftsführer und trägt die Technologie- und Produktverantwortung beim Berliner KI- und Robotik-Startup Micropsi Industries.
Im Institute of Electrical and Electronics Engineers (IEEE) ist er aktuell als Chair der IEEE TechEthics Initiative und als Vice President für Industrial Activities der IEEE Robotics and Automation Society aktiv. Er betreibt die Delphi-Studie „Future of Robotics 2035+“. Darüber hinaus ist Dominik Bösl Mitglied in mehreren Topic Groups der euRobotics Vereinigung.
Ehrenamtlich engagiert sich Bösl vor allem in der MINT-Förderung und im Bereich der Regulierung von Robotik, Automatisierung und Künstlicher Intelligenz durch Governance Strukturen. Er ist Mitentwickler des Programmierlernspiels AntMe! und begleitete im Rahmen des Microsoft-Wettbewerbs „Zeigen Sie Ideen“ 2011 das zum Sieger gekürte Schülerprojekt als externer Partner und wissenschaftlicher Leiter. Mit der von ihm gegründeten Robotic & AI Governance Foundation erforscht er die Grundlagen von Governance Strukturen zur (Selbst-)Regulierung von disruptiven Technologien. In diesem Zusammenhang prägte er unter anderem die Begriffe der Robotic Native, Generation R, Robotic Immigrant und Robotic Governance.

## Publikationen
- Dominik Bösl: Spielend programmieren lernen : mit C# und AntMe! 1. Auflage. Galileo Press, Bonn 2011, ISBN 978-3-8362-1764-4.
- Dominik Bösl: Windows 8 : sehen wie's geht. 1. Auflage. Vierfarben, Bonn 2013, ISBN 978-3-8421-0069-5.
- Dominik Bösl, Martina Bode: Generation ‘R’: Why our grandchildren will grow up as the first Generation of “Robotic Natives”. In: 2016 IEEE International Conference on Emerging Technologies and Innovative Business Practices for the Transformation of Societies (EmergiTech). IEEE, 2016, S. 417–420, doi:10.1109/EmergiTech.2016.7737377.
- Dominik Bösl, Bernd Liepert: 4 Robotic Revolutions-Proposing a holistic phase model describing future disruptions in the evolution of robotics and automation and the rise of a new Generation ‘R’of Robotic Natives. In: 2016 IEEE/RSJ International Conference on Intelligent Robots and Systems (IROS). IEEE, 2016, S. 1262–1267, doi:10.1109/IROS.2016.7759209.
- Matthias Utesch, Dominik Bösl, Patric Boscolo, Christine Helfer: Erfahrungsbericht zu Serious Gaming – C# Entwicklung mit AntMe! In: Embedded Software Engineering Kongress ESE. ESE, 2009, S. 611–616.
- Dominik Bösl, Erwin Prassler, Martina Bode: Proposing a Delphi-Study as Non-Biased Alternative to Studies and Roadmaps Predicting the Future of Robotics, Automation A.I. In: IEEE International Conference on Current Trends in Computer, Electrical, Electronics and Communication. IEEE, 2017, doi:10.1109/CTCEEC.2017.8455133.